# Lasiurus (ratpenat)
Lasiurus (grec: 'cua peluda') és un gènere de ratpenats de la família dels vespertiliònids, que conté algunes de les espècies de ratpenats més destacables de Nord-amèrica, incloent-hi L. borealis i L. cinereus. És l'únic gènere de la tribu Lasiurini, inclosa dins la subfamilia dels vespertilionins.

## Descripció i ecologia
Són animals robustos i d'ales llargues, capaços de volar ràpidament. Algunes espècies volen de dia, especialment quan migren cap al sud a la tardor. L. borealis i L. cinereus sovint volen de dia durant l'hivern.
Les espècies d'aquest grup nien penjant-se de branquillons, sovint amagades entre les fulles dels arbres, en lloc de refugiar-se en coves. Les espècies septentrionals tenen un pelatge especialment espès que les aïlla del fred. Algunes fins i tot migren cap al sud a l'hivern, tot i que nien en llocs bastant frescos.

## Taxonomia
- Subgènere Aeorestes
  - Lasiurus cinereus
  - Lasiurus egregius
  - Lasiurus semotus
  - Lasiurus villosissimus
- Subgènere Dasypterus
  - Ratpenat groc americà meridional (L. ega)
  - Lasiurus intermedius (H. Allen, 1862)
  - Lasiurus insularis (Hall i Jones, 1961)
  - Lasiurus xanthinus (Thomas, 1897)
- Subgènere Lasiurus
  - Ratpenat groc d'Arequipa (L. arequipae)
  - Ratpenat groc negrós (L. atratus)
  - Lasiurus blossevillii (Lesson i Garnot, 1826)
  - Lasiurus borealis (Müller, 1776)
  - Lasiurus castaneus (Handley, 1960)
  - Lasiurus degelidus (Miller, 1931)
  - Lasiurus ebenus (Fazzolari-Correa, 1994)
  - Lasiurus egregius (Peters, 1871)
  - Lasiurus minor (Miller, 1931)
  - Lasiurus pfeifferi (Gundlach, 1861)
  - Lasiurus salinae (Thomas, 1902)
  - Lasiurus seminolus (Rhoads, 1895)
  - Lasiurus varius (Poeppig, 1835)